# Google AdSense
Google AdSense je Googleov program koji na vašu web-stranicu/blog stavlja poveznice vezane za vašu stranicu/blog te Googleovu tražilicu. Kad netko klikne na te poveznice, vlasnik stranice zarađuje novac. 
Stranice koje Google reklamira, plaćaju Googleu reklamiranje, a Google dio zarade daje korisnicima Adsensea koji su mu pomogli da zaradi.